# スマートミール
スマートミールとは、健康に資する栄養バランスの取れた食事、および「健康な食事」に関する認証制度の通称。制度は「健康な食事・食環境」 コンソーシアム事務局が運営、審査を行っており、認証への適合が認められれば、スマートミールを提供する店舗であることをロゴなどを用いてアピールすることができる。

## 概要
厚生労働省が健康寿命の延伸を目的とし、生活習慣病への予防として行っている「健康日本21 (第二次) 政策」では、主食・主菜・副菜を組み合わせた食事を1日に2回以上摂取するなどの目標を掲げているが、外食や中食を定期的に利用する人は、それ以外の人に比べ、目標達成の割合が少ないことが危惧されており、その環境整備のため、2018年にスマートミール認証制度が発足した。
企業は、認定を公表することにより、栄養バランスの取れた食事を提供していることを対外的にアピールできるため、適合のために費やした企業努力を社会的に認知させることが可能となる。また、認証の普及により、日本国内全域でスマートミールによる食事を可能にすることを目的としている。

## 認定取得
認定を受けるためには、主食、主菜、副菜、食塩相当量について、厚生労働省の「生活習慣病予防その他の健康増進を目的として提供する食事の目安」や「食事摂取量基準」を基に定められた基準をクリアすることに加えて、スマートミール作成時に栄養士が関与すること、栄養素情報の表示、外食や給食においては、店内禁煙であることなどの必須項目を満たす必要がある。必須項目を満たした場合には一つ星、オプション項目を満たした数に応じて、二つ星から三つ星までの星数が認定される。
認定事業者は「健康な食事・食環境」認証制度のウェブサイトにて公表される。また、認証の有効期限は2年間であり、継続して表示する場合には更新審査が必要となる。

## 制度の評価
認証制度については、経済産業省の推し進める健康経営に賛同した企業による、社員食堂や、従業員の弁当への利用が増える一方、一般の外食店舗からは、消費者の利用が増えないなどといった認知度の低さへの懸念の声もある。

## 構成団体
「健康な食事・食環境」コンソーシアムは以下の13団体で構成されている (2020年現在) 。
- 特定非営利活動法人日本栄養改善学会
- 日本給食経営管理学会
- 特定非営利活動法人日本高血圧学会
- 一般社団法人日本糖尿病学会
- 一般社団法人日本肥満学会
- 一般社団法人日本公衆衛生学会
- 特定非営利活動法人健康経営研究会
- 一般社団法人日本健康教育学会
- 一般社団法人日本腎臓学会
- 一般社団法人日本動脈硬化学会
- 公益社団法人日本補綴鹿学会
- 公益社団法人日本産業衛生学会
- 一般社団法人日本がん予防学会